# Marzieh Vahid Dastjerdi
Marzieh Vahid Dastjerdi, née le 11 février 1959 à Téhéran (Iran), est une femme politique iranienne. Nommée en 2009, elle est limogée en décembre 2012 de son poste de ministre de la Santé par le président Mahmoud Ahmadinejad ; il s'agissait de la première femme ministre depuis la Révolution iranienne de 1979. Elle est gynécologue de formation.
Elle est députée entre 1992 et 2000.